# Identified
Identified es el segundo álbum de estudio de Vanessa Hudgens, lanzado el 24 de junio de 2008 en Japón. El álbum recibió críticas generalmente positivas de los críticos musicales. Hudgens se embarcó en su primera gira de conciertos, Identified Summer Tour, entre agosto y septiembre de 2008 para promocionarlo.

## Lanzamiento

### Sencillos
Sneakernight fue lanzado como primer y único sencillo del álbum. El tema, producido por J.R. Rotem, se publicó el 27 de mayo de 2008 en Estados Unidos y el 8 de febrero de 2009 en Europa. La canción alcanzó el número 88 en la lista Billboard Hot 100. El vídeo musical fue filmado por Malcolm Jones y se estrenó el 13 de junio de 2008.

## Recepción Crítica
Identified ha recibido críticas generalmente favorables, teniendo una "metascore" de 63 basada en 7 críticas. Billboard dijo que el álbum "complace a la demo preadolescente con un pop que va de lo agradable (la canción que da título al álbum) a lo aburrido ("Amazed") y a lo desagradable ("Hook It Up"). Pero para las niñas, esto es cantar sin parar." The New York Times dijo que "un puñado de canciones como ésta habría bastado para ayudar a madurar su imagen, y sin embargo "Identified" es mucho más interesante e inesperado."
Blender le dio tres estrellas de cinco, y afirmó que su "voz está hecha para rasgar, y cuando se suelta un poco, la timidez se vuelve sensual, prueba de que podría tener una vida después del instituto".  Variety dijo que Identified "demuestra que la veterana de High School Musical está definitivamente lista para graduarse. Las mejores partes del álbum la encuentran buscando un sonido más maduro, pero cubre sus apuestas con grandes porciones de teen-pop empalagoso... El eslabón más débil en la mayoría de las canciones es la voz delgada y aflautada de Hudgens." 

## Listado de canciones
| N.º   | Título                        | Producer(s)            | Duración |  |
| 1.    | «Last Night»                  | Jacoby                 | 3:10     |  |
| 2.    | «Identified»                  | Dr. Luke, Max Martin   | 3:21     |  |
| 3.    | «First Bad Habit»             | Dr. Luke               | 3:02     |  |
| 4.    | «Hook It Up»                  | Armato, James          | 2:52     |  |
| 5.    | «Don't Ask Why»               | Dr. Luke               | 3:10     |  |
| 6.    | «Sneakernight»                | J.R. Rotem             | 2:59     |  |
| 7.    | «Amazed» (con Lil Mama)       | Dr. Luke, Benny Blanco | 2:59     |  |
| 8.    | «Don't Leave»                 | Armato, James          | 3:08     |  |
| 9.    | «Paper Cut»                   | Vieira                 | 2:48     |  |
| 10.   | «Party on the Moon»           | Rojas, The Messengers  | 3:50     |  |
| 11.   | «Did It Ever Cross Your Mind» | Vieira                 | 3:10     |  |
| 12.   | «Gone with the Wind»          | Kiriakou               | 3:28     |  |
| 37:44 |                               |                        |          |  |

| iTunes edition |                               |               |          |  |
| N.º            | Título                        | Producer(s)   | Duración |  |
| 11.            | «Gone with the Wind»          | Kiriakou      | 3:28     |  |
| 12.            | «Did It Ever Cross Your Mind» | Vieira        | 3:10     |  |
| 13.            | «Vulnerable»                  | Armato, James | 3:11     |  |

| Japan edition |                               |               |          |  |
| N.º           | Título                        | Producer(s)   | Duración |  |
| 11.           | «Did It Ever Cross Your Mind» | Vieira        | 3:10     |  |
| 12.           | «Set It Off»                  | L. Gottwald   | 3:04     |  |
| 13.           | «Committed»                   | Armato, James | 2:35     |  |
| 14.           | «Gone with the Wind»          | Kiriakou      | 3:28     |  |
| 15.           | «Vulnerable»                  | Armato, James | 3:11     |  |

| International edition |              |               |          |  |
| N.º                   | Título       | Producer(s)   | Duración |  |
| 13.                   | «Committed»  | Armato, James | 2:35     |  |
| 14.                   | «Vulnerable» | Armato, James | 3:11     |  |
| 15.                   | «Set It Off» | L. Gottwald   | 3:04     |  |

| International iTunes Store edition bonus tracks |                                          |             |          |  |
| N.º                                             | Título                                   | Producer(s) | Duración |  |
| 16.                                             | «Sneakernight» (Mr. Mig Retrogroove Mix) | J.R. Rotem  | 6:53     |  |
| 17.                                             | «Sneakernight» (Club Remix)              | J.R. Rotem  | 6:37     |  |

## Posicionamiento
| Listas (2008–09)                        | Posición |
| --------------------------------------- | -------- |
| Argentina (CAPIF)                       | 5        |
| Australia (ARIA)                        | 15       |
| Austria (Ö3 Austria)                    | 35       |
| Canadá (Nielsen SoundScan)              | 37       |
| República Checa (ČNS IFPI)              | 48       |
| Unión Europea (European Top 100 Albums) | 94       |
| Alemania (Offizielle Top 100)           | 60       |
| Grecia (IFPI)                           | 44       |
| Irlanda (IRMA)                          | 37       |
| Japón (Oricon)                          | 85       |
| Escocia (Scottish Albums Chart)         | 53       |
| Suiza (Schweizer Hitparade)             | 74       |
| Reino Unido (UK Albums Chart)           | 46       |
| Estados Unidos (Billboard 200)          | 23       |

## Lanzamiento
| Región         | Fecha                 | Sello             |
| -------------- | --------------------- | ----------------- |
| Japón          | 25 de junio de 2008   | Avex Trax         |
| Estados Unidos | 1 de julio de 2008    | Hollywood Records |
| Hong Kong      | 18 de julio de 2008   | Universal Music   |
| Brazil         | 5 de agosto de 2008   | Universal Music   |
| Reino Unido    | 16 de febrero de 2009 | EMI               |
| Finlandia      | 18 de febrero de 2009 | EMI               |
| Suecia         | 18 de febrero de 2009 | EMI               |

## Identified Summer Tour
Identified Summer Tour es el primer tour de Vanessa Hudgens como solista para promocionar su primer álbum, V y su último álbum, Identified. Tuvo cómo apertura en su tour a Corbin Bleu, Jordan Pruitt, Drew Seeley y Mandy Moore. El tour tuvo 24 shows.=

## Listado de canciones
1. Intro
2. Sneakernight
3. Let Go
4. Never Underestimate a Girl
5. Identified
6. Say OK
7. Amazed
8. First Bad Habit
9. Don't Ask Why
10. Let's Dance
11. Hook It Up
12. Last Night
13. Gotta Go My Own Way
14. Come Back to Me

## Fechas
| Fechas                   | Ciudad                      | Estado         | Lugar                             |
| ------------------------ | --------------------------- | -------------- | --------------------------------- |
| Norte América            |                             |                |                                   |
| 1 de agosto , 2008       | Bessemer, Alabama           | Estados Unidos | Alabama Adventure                 |
| 2 de agosto , 2008       | Baton Rouge, Luisiana       | Estados Unidos | Blue Bayou Waterpark/Dixie Landin |
| 5 de agosto de 2008      | West Allis, Wisconsin       | Estados Unidos | Wisconsin State Fair Park         |
| 7 de agosto , 2008       | Austell, Georgia            | Estados Unidos | Six Flags Over Georgia            |
| 8 de agosto , 2008       | Jackson, Míchigan           | Estados Unidos | Jackson County Fair               |
| 9 de agosto , 2008       | Lewisburg, Pensilvania      | Estados Unidos | West Virgina State Fair           |
| 12 de agosto , 2008      | Midland, Texas              | Estados Unidos | Midland County Fair               |
| 14 de agosto , 2008      | Des Moines, Iowa            | Estados Unidos | Iowa State Fair Authority         |
| 15 de agosto , 2008      | Louisville, Kentucky        | Estados Unidos | Freedom Hall                      |
| 16 de agosto , 2008      | Springfield, Illinois       | Estados Unidos | Illinois State Fair               |
| 18 de agosto , 2008      | Meadville, Pensilvania      | Estados Unidos | Crawford County Fairgrounds       |
| 19 de agosto , 2008      | Nueva Jersey                | Estados Unidos | Six Flags Great Adventure         |
| 22 de agosto , 2008      | Sacramento, California      | Estados Unidos | The Cove at Al Cal Expo           |
| 23 de agosto , 2008      | Salem. Oregón               | Estados Unidos | Oregon State Fair                 |
| 24 de agosto de 2008     | Vancouver, British Columbia | Canadá         | Pacific National Exhibition       |
| 26 de agosto , 2008      | Dayton, Ohio                | Estados Unidos | Fifth Third Field                 |
| 28 de agosto de 2008     | Canfield, Ohio              | Estados Unidos | Canfield Fair                     |
| 30 de agosto de 2008     | Rockford, Illinois          | Estados Unidos | Davis Memorial Park               |
| 5 de septiembre , 2008   | Salt Lake City, Utah        | Estados Unidos | Utah State Fair                   |
| 6 de septiembre de 2008  | Albuquerque, New México     | Estados Unidos | Tingley Coliseum                  |
| 9 de septiembre de 2008  | Monterrey, Nuevo León       | México         | Arena Monterrey                   |
| 11 de septiembre de 2008 | Puebla, Puebla              | México         | Complejo Cultural Siglo XXI       |
| 12 de septiembre de 2008 | Guadalajara, Jalisco        | México         | Telex Auditorium                  |
| 13 de septiembre de 2008 | México (Ciudad)             | México         | Plaza de Toros                    |

## Personal del álbum
Las siguientes personas contribuyeron en el álbum "Identified".
- Vocales - Vanessa Hudgens.
- Coros - Vanessa Hudgens, Cathy Dennis, Kara DioGuardi, Leah Haywood, Nasri, Ashley Valentin, Rock Mafia, Christopher Rojas, Carlos Álvarez.
- Piano - Lukasz Gottwald.
- Bajo - Jack Daley.
- Guitarra - Tyrone Johnson, Scott Jacoby.

### Producción
- Productores Ejecutivos: Jonathan "J.R." Rotem, Dr. Luke, Christopher Rojas, Emanuel Kiriakou, Devrim Karaoglu, Daniel James, Scott Jacoby, Antonina Armato, Matt Beckley.
- Productores Vocales: Vanessa Hudgens.
- Dominio: Chris Gehringer.
- Asistente de Dominio: Nick Banns.
- Ingenieros: Jason Recon Coons, Matty Green, Steve Hammons, Scott Jacoby, Emily Wright.
- A&R: Jon Lind, Mio Vukovic.
- Fotografía: Miranda Penn Turin.